# Фискер, Кай
Кай Отто Фискер ((дат. Kay Otto Fisker; 14 февраля 1893, Фредериксберг — 21 июня 1965, Копенгаген) — датский архитектор и дизайнер. Работал как в Дании, так и за границей, однако большинство его проектов были реализованы в Копенгагене и вокруг него.

## Жизнь и творчество
Кай Фискер получил высшее образование с 1909 и по 1921 год в датской Королевской академии изящных искусств в Копенгагене. Затем работал архитектором в различных архитектурных фирмах в Копенгагене. Являлся одним из крупнейших датских проектировщиков жилых построек. Занимался также преподавательской деятельностью: в 1936—1963 годах Кай Фискер — профессор в Королевской академии изящных искусств. В 1951 и в 1957 годах он — приглашённый профессор в Массачусетском технологическом институте.
Ранние проекты Кая Фискера созданы согласно канонам неоклассицизма. Среди наиболее известных возведённых им зданий — университет в датском городе Орхус, а также построенный в 1957 году многоквартирный дом в Берлине на улице Бартнингаллее (Bartningallee 10), внесённый в список культурных памятников Берлина.

## Награды и премии
- 1926: медаль Экерсберга.
- 1947: медаль К. Ф. Хансена.
- 1964: медаль Генриха Тессенова.
- Орден Данеброг
- Орден Почётного легиона (Франция)
- 1958: Медаль Принца Евгения (Швеция)

## Галерея

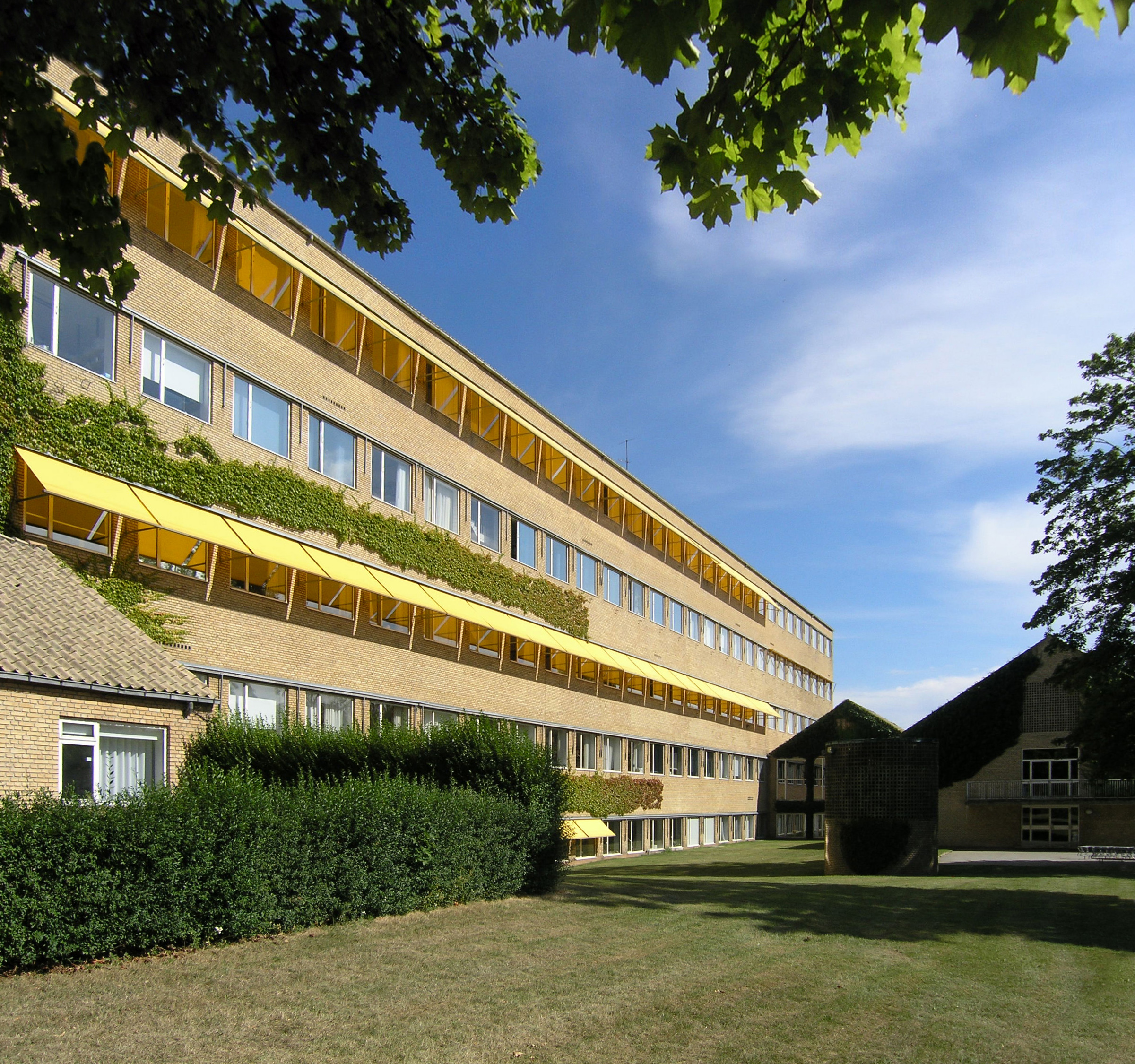
Здание университета Орхуса
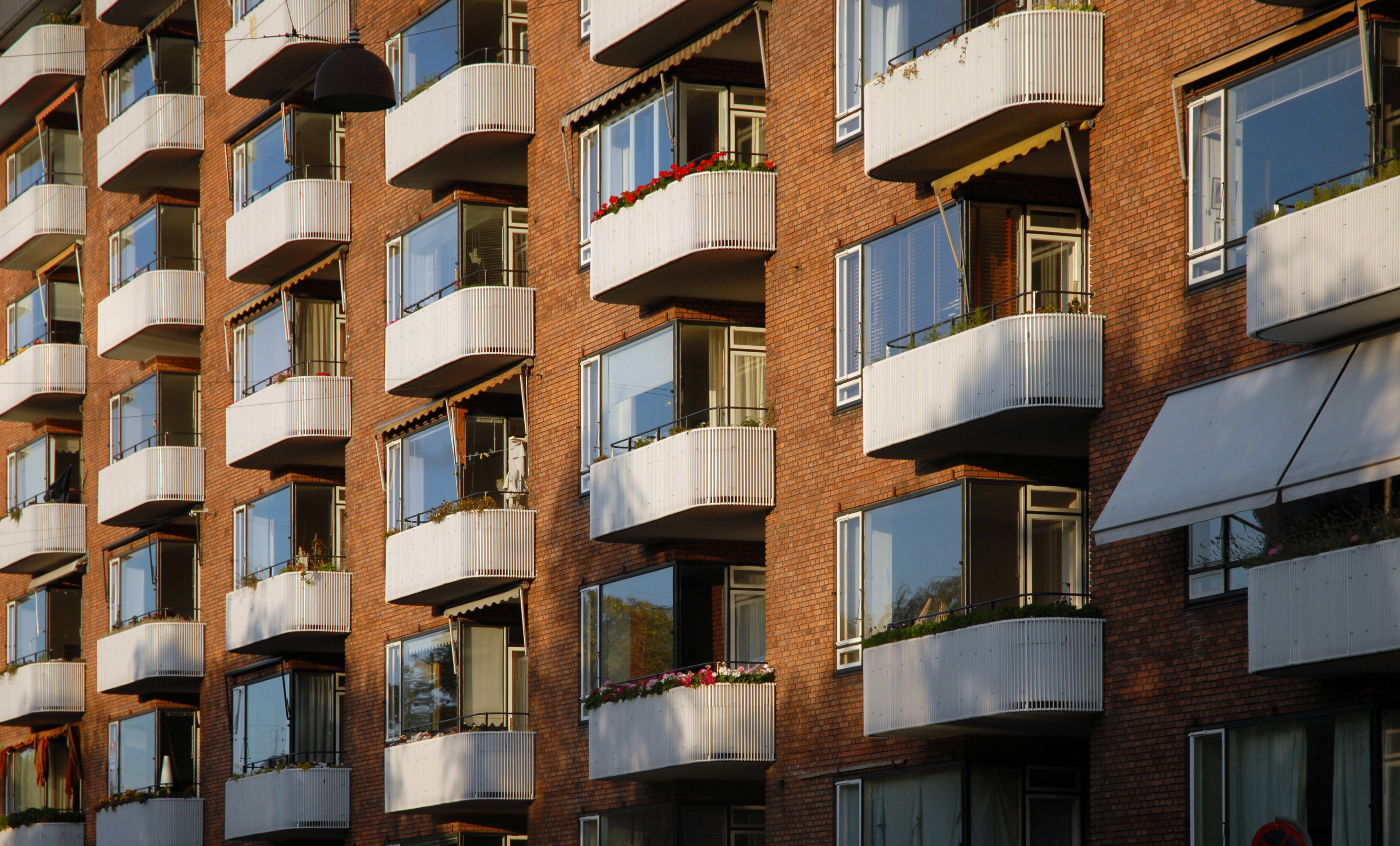
К.Фискер и Ф.Мёллер, Жилой дом, Копенгаген, 1936-1939 гг.
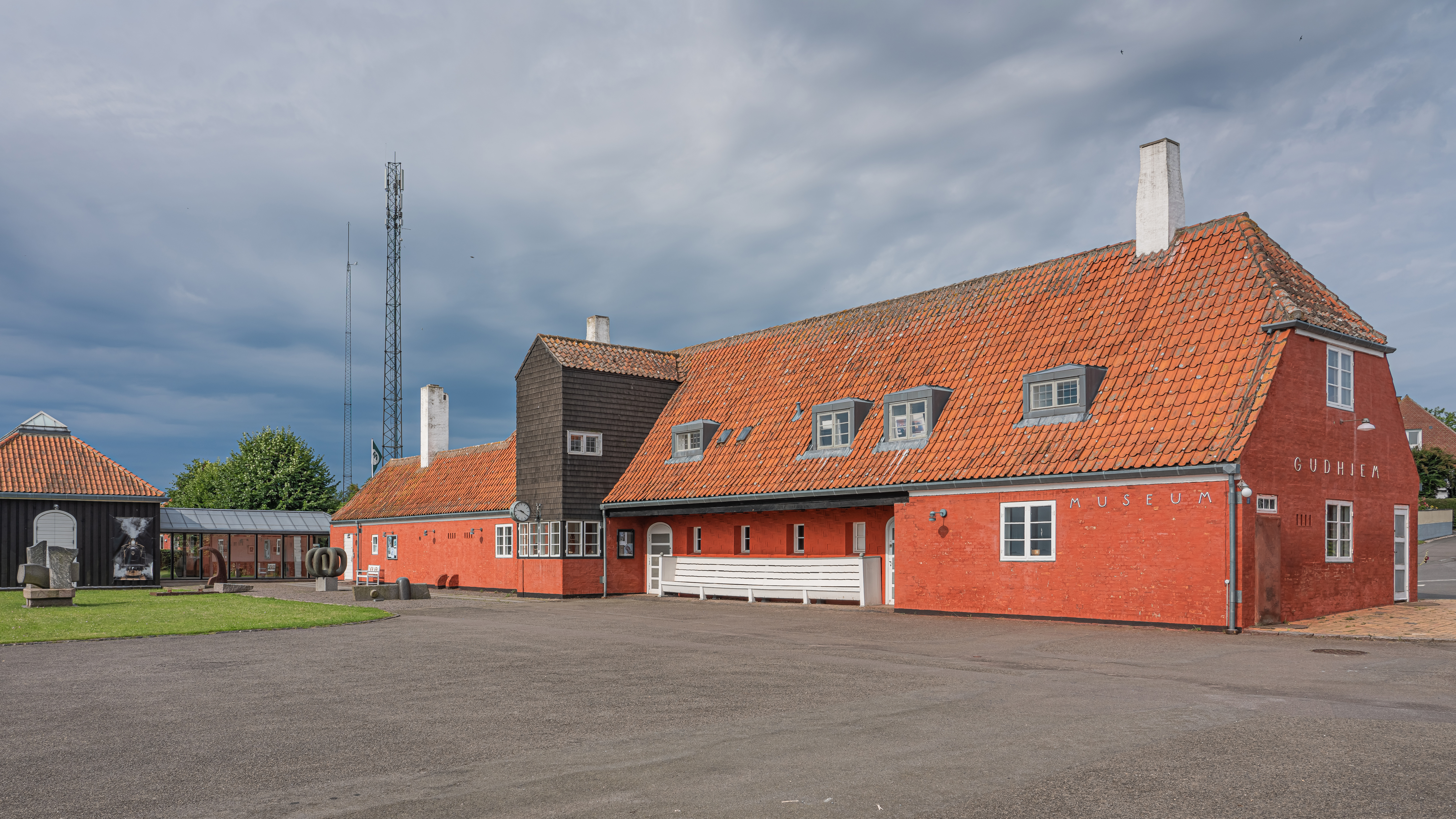
Гудгьем, станция (1916)
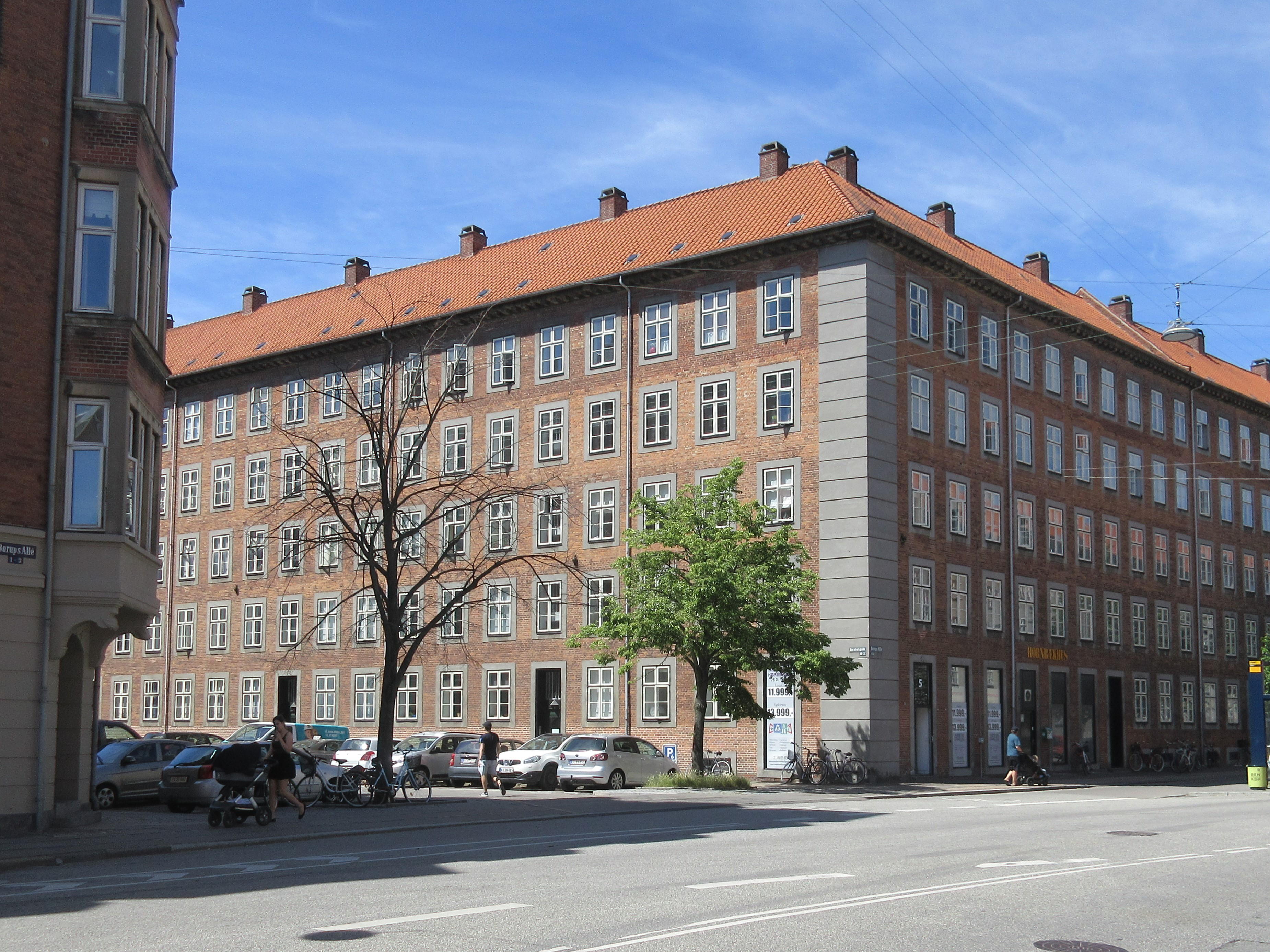
Здание в Хорнбеке, Копенгаген
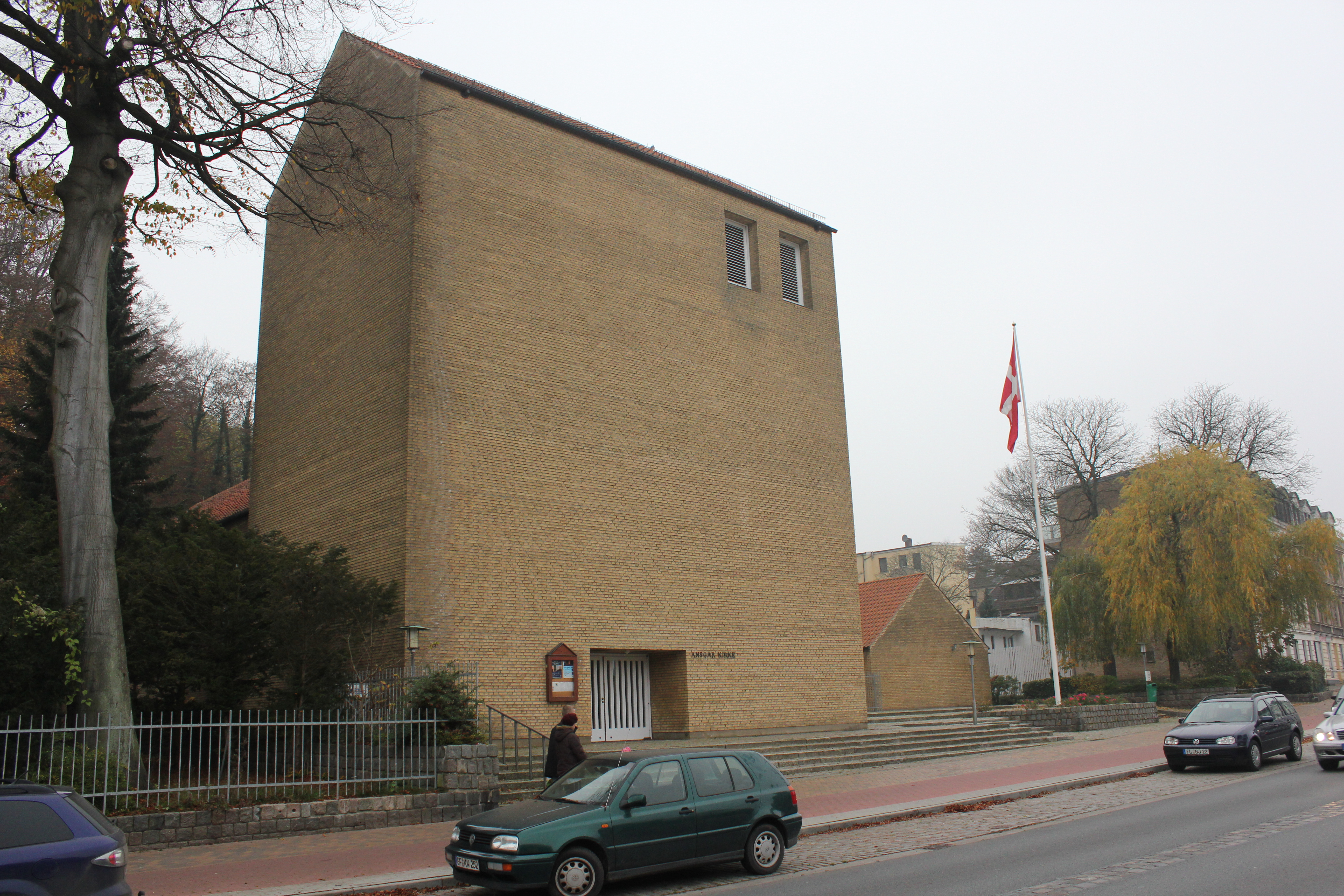
Церковь Арсгар, Фленсбург (1968)